# Chaumoux-Marcilly

Chaumoux-Marcilly este o comună în departamentul Cher, Franța. În 1 ianuarie 2022 avea o populație de 84 de locuitori.